# Student i Danmark
Student i Danmark er en dokumentarfilm instrueret af Nicolai Lichtenberg efter manuskript af Ingolf Boisen, Jørgen Fabricius og Finn Methling.

## Handling
Mange studenter kæmper under vanskelige vilkår for at få tid, råd og ro til at gennemføre deres studium. Filmen viser forskellige studentertyper og fortæller om studentens tilværelse, som den den former sig bag den til tider festlige ydre form, som immatrikulationen eller "studillefest". Studenten som natportier, avissælger eller typograf møder vi, og også den ensporede student, hvis største problem er tiden. Foran dem alle står den eksamen, der skal klares, og som de må sætte hele deres kraft ind på. Med det akademiske håndtryk slutter filmen – og med rektors ord om det demokratiske samfunds store interesse i, at alle med evne får mulighed for at studere.